# Dvanáctková soustava
Dvanáctková soustava je číselná soustava, která používá dvanáct číselných symbolů. Pro symbol desítky se používá symbol „A“, „T“, „X“ nebo „↊“ (otočená „2“) a pro symbol jedenáctky „B“, „E“ nebo „↋“ (otočené „3“).

## Výhodnost použití
Číslo dvanáct má mnohem více dělitelů než číslo deset. To znamená, že praktikování počtů v dvanáctkové číselné soustavě je mnohem jednodušší než v soustavě desítkové, a to hlavně pokud přijde na násobení či dělení. Pět nejběžnějších a nejjednodušších zlomků (1⁄2, 1⁄3, 2⁄3, 1⁄4 a 3⁄4) mají všechny krátké a jednoduché vyjádření jako dvanáctinové číslo (0.6, 0.4, 0.8, 0.3 a 0.9). Klíčové pro schopnost rychle počítat v dvanáctkové soustavě je naučit se znova násobilku. Tedy tu se základem 12. Pokud si chceme počítání ulehčit počítáním na prstech, použijeme nikoli samotné prsty, ale články prstů jedné ruky kromě palce, těch je totiž právě 4 × 3 = 12. Dvanáctková soustava tak umožňuje napočítat na dvou rukou do 60 (kopa), což bylo na starověkém tržišti zajisté velmi užitečné. Palec jedné ruky počítá na článcích ostatních prstů stejné ruky do 12 (tucet), prsty druhé ruky sčítají tucty (5 × 12 = 60).

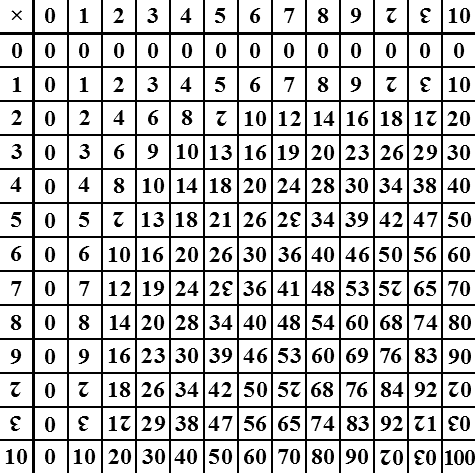
Násobilka v dvanáctkové soustavě

## Dělitelnost
- Dvěma: poslední číslice je sudá (0, 2, 4, 6, 8, ↊).
- Třemi: poslední číslice je dělitelná třemi (0, 3, 6, 9).
- Čtyřmi: poslední číslice je dělitelná čtyřmi (0, 4, 8).
- Šesti: poslední číslice je dělitelná šesti (0, 6).
- Osmi: poslední dvojčíslí je dělitelné osmi.
- Devíti: poslední dvojčíslí je dělitelné devíti.
- Jedenácti (↋): součet všech cifer je dělitelný jedenácti.
- Dvanácti: poslední číslice je nula.
- Šestnácti (14): poslední dvojčíslí je dělitelné šestnácti: (00, 14, 28, 40, 54, 68, 80, 94, ↊8).
- Dvaceti sedmi (23): poslední trojčíslí je dělitelné dvaceti sedmi.
- Třiceti šesti (30): poslední dvojčíslí je dělitelné 36 (00, 30, 60, 90).

## Převody čísel z dvanáctkové do jiné číselné soustavy
Číslo ve dvanáctkové soustavě rozdělíme na jednotlivé cifry, které vytvoří v součinu s mocninou čísla 12 (kde exponent mocniny čísla 12 určuje řád cifry – tedy vzdálenost od první cifry před dvanáctinnou čárkou směrem vlevo) sčítance, jejichž součtem určíme výsledek.

## Převody čísel do N-kové soustavy
Číslo rozdělíme na jednotlivé cifry, které vytvoří v součinu s mocninou čísla N (kde exponent mocniny čísla N určuje řád cifry – tedy vzdálenost od první cifry před zlomkovou čárkou směrem vlevo) sčítance, jejichž součtem určíme výsledek.